# 칩 (래퍼)
예명 칩(Chip, 이전 이름: 칩멍크(Chipmunk))으로 잘 알려진 자말 노엘 파이피(Jahmaal Noel Fyffe, 1990년 11월 26일 ~ )는 런던 출신의 랩 가수이다.